# Deshacer el mundo
«Deshacer el mundo» es el decimonoveno sencillo del grupo español de rock and roll, Héroes del Silencio, perteneciente a su cuarto álbum de estudio: Avalancha, publicado en 1995. Fue el tercer y último sencillo que se extrajo, así como el tercer corte del álbum. No trajo ninguna canción en su cara B.

## Lista de canciones
1. «Deshacer el Mundo»

## Créditos
- Juan Valdivia — guitarra
- Enrique Bunbury — voz y guitarra acústica
- Joaquín Cardiel — bajo, coros
- Pedro Andreu — batería
- Alan Boguslavsky — guitarra